# Ubirajara Fidalgo
Ubirajara Fidalgo da Silva, mais conhecido pelo nome artístico de Ubirajara Fidalgo (Caxias, 22 de junho de 1949 — Rio de Janeiro, 3 de julho de 1986), foi um dramaturgo, ator, produtor, empresário, apresentador de TV, diretor de teatro brasileiro e co-criador do Teatro Profissional do Negro - T.E.P.R.O.N. Foi casado com a produtora Alzira Fidalgo com quem teve uma filha, a cineasta Sabrina Fidalgo.
Foi uma das grandes figuras emblemáticas do Movimento Negro no Brasil nas décadas de 1970 e 1980 e fundador do Teatro Profissional do Negro, ao lado de sua companheira, Alzira Fidalgo, que aliou a montagem de textos teatrais tradicionais às questões relevantes ao racismo e discriminação no Brasil contemporâneo. Foi pioneiro ao levar aos palcos debates políticos de cunho social com a participação e interatividade do público, além de ter sido precursor na inclusão de atores de periferias e favelas em uma cia de teatro profissional, através da promoção de oficinas e workshops profissionalizantes.

## Teatro Profissional do Negro
No ano de 1968 aos 18 anos muda-se para o Rio de Janeiro e no ano de 1970 encena no Teatro Thereza Rachel o espetáculo Otelo de William Shakespeare como diretor e ator principal. Otelo foi a primeira montagem do TEPRON, Teatro Profissional do Negro, cujas encenações posteriores foram os espetáculos "A Boneca da Lapa", a peça infantil Os Gazeteiros, entre outros. A filosofia do TEPRON era a encenação de textos de Fidalgo relacionados às questões políticas e sociais  e principalmente à problemática e os conflitos do negro na sociedade brasileira.
O TEPRON passa a realizar oficinas de interpretação itinerantes buscando formar uma unidade como grupo pautada na questão social, atuando principalmente com alunos de comunidades carentes e periferias junto com um elenco de atores profissionais. O conceito era profissionalizar pessoas dessas camadas sociais e inseri-las no contexto artístico e político das peças da companhia. No início dos anos 1980, com a primeira montagem do monólogo "Desfulga", Fidalgo amplia ainda mais o leque político de suas encenações ao oferecer, após cada espetáculo, um debate entre ele, ilustres  convidados e o público, debates esses que visavam um questionamento mais profundo acerca de assuntos sugeridos pelos textos de Fidalgo o que logo chamou a atenção de políticos, artistas, pesquisadores, ativistas sociais e estudantes além de vários grupos do Movimento Negro e de outros grupos minoritários.
O racismo, o preconceito, a homofobia, a misoginia, a desigualdade social e a então ditadura militar eram assuntos amplamente abordados nos debates pós-peça que percorreu teatros e ocupações da cidade. Com o TEPRON Fidalgo chegou a encenar ao mesmo tempo  três peças, ("Desfulga", "Fala Pra Eles Elisabete" e a infantil "Os Gazeteiros") que ficaram três anos em cartaz.

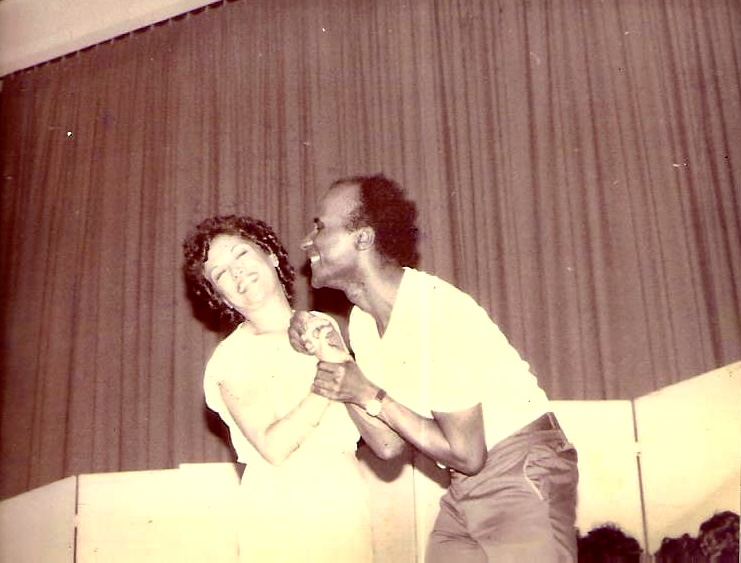
Montagem de “Fala Pra Eles, Elisabete”(1983)

## Militância: 1975–1982
Em 1975, Ubirajara Fidalgo, junto com outros, é um dos principais articuladores da fundação, no Rio de Janeiro, do Instituto de Pesquisa e Cultura Negra (IPCN), organização de relevância no quadro do movimento social negro e cuja manutenção devia-se à contribuição de centenas de sócios. Uma das poucas entidades do gênero a ter sede própria, passou a enfrentar problemas financeiros no fim dos anos 1980, tendo de fechar as portas subsequentemente. Posteriormente ao lado do professor, jornalista e pesquisador das raízes históricas brasileiras, Joel Rufino dos Santos, se engaja na criação da ACAAN (Associação Cultural de Apoio as Artes Negras).

## Última encenação
Seu último trabalho em vida foi no ano de 1985 com a encenação da peça "Tuti", no Teatro Calouste Gulbenkian, hoje Centro de Artes Calouste Gulbenkian. A peça ficou um ano em cartaz e Fidalgo assumiu as funções de diretor e coprodutor. A peça foi
reencenada 13 anos mais tarde no Teatro Sesc Copacabana com os atores Déo Garcez, Jorge Maya, Jalusa Barcellos e Carla Costa e direção de Cyrano Rosalém, tendo sido um dos primeiros projetos culturais a percorrer o circuito das Lonas Culturais no estado do Rio de Janeiro.

## Filosofia do Tepron
A filosofia do T.E.P.R.O.N era a encenação de textos relacionados às questões políticas e sociais  e principalmente à problemática e os conflitos do negro na sociedade brasileira. O TEPRON foi a primeira companhia teatral afro-brasileira do Rio de Janeiro e a segunda do Brasil, depois do Teatro Experimental do Negro (TEN) fundada por Abdias do Nascimento.

## Morte
Pouco tempo antes de completar de 37 anos, Ubirajara Fidalgo faleceu na manhã do dia 3 de julho, no Hospital São Lucas, no Rio de Janeiro, poucos meses após ter recebido um transplante de rins. Vitima de um acidente de carro na infância, Fidalgo sofria desde então de insuficiência renal.

## Peças de teatro
- Uma Esposa Para Dois Irmãos
- Buscando o Infinito
- A Incrível Boneca da Lapa
- A Voz da Consciência
- A Venda do Pecado
- A Superexcitação
- Desfulga
- Os Gazeteiros
- Fala Para Eles Elisabete
- Tuti
- Bambi's Son